# Comuna Prostorne, Djankoi
Prostorne (în ucraineană Просторне) este o comună în raionul Djankoi, Republica Autonomă Crimeea, Ucraina, formată din satele Antonivka, Aprelivka, Borodino, Nîjni Otrojkî, Prostorne (reședința), Sloveanske și Stefanivka.

## Demografie
Componența lingvistică a comunei Prostorne
     Rusă (74,33%)
     Tătară crimeeană (13,86%)
     Ucraineană (10,72%)
     Alte limbi (0,27%)
Conform recensământului din 2001, majoritatea populației comunei Prostorne era vorbitoare de rusă (74,33%), existând în minoritate și vorbitori de tătară crimeeană (13,86%) și ucraineană (10,72%).